# 犬山城
犬山城（いぬやまじょう）は、尾張国と美濃国の境、木曽川南岸の地「犬山」（愛知県犬山市（旧丹羽郡））にあった日本の城。天守のみが現存し江戸時代までに建造された「現存12天守」の一つである。また天守が国宝指定された5城のうちの一つである（他は姫路城・松本城・彦根城・松江城）。城跡は「犬山城跡」として、国の史跡に指定されている。日本で最後まで個人が所有していた城（2004年まで個人所有）である。

## 概要

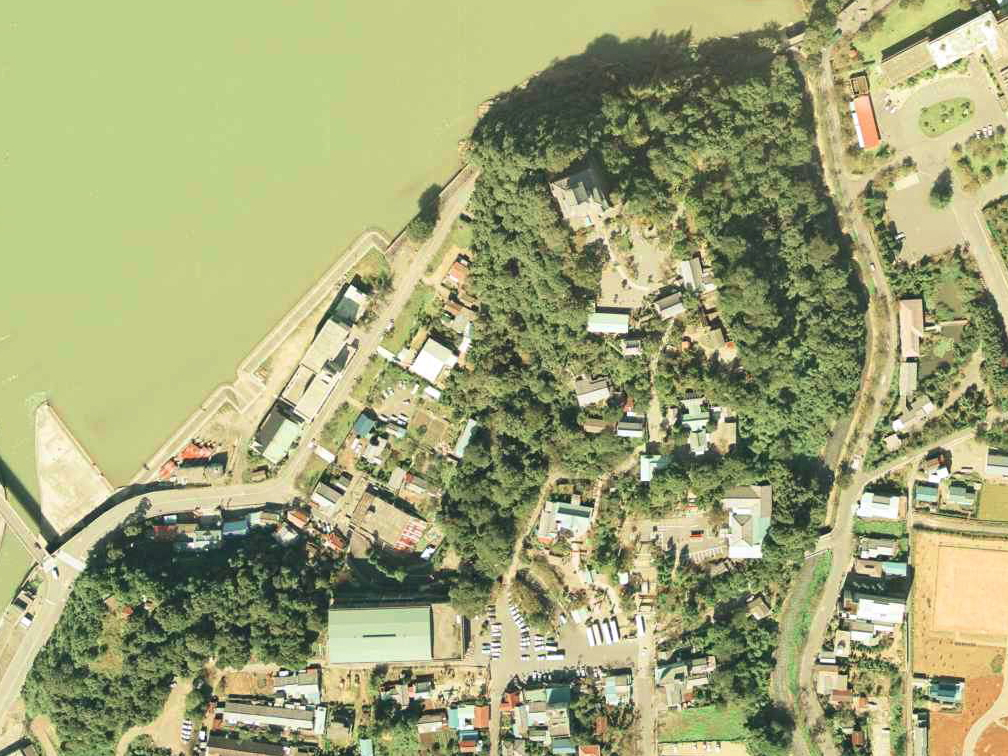
犬山城主要部の空中写真。

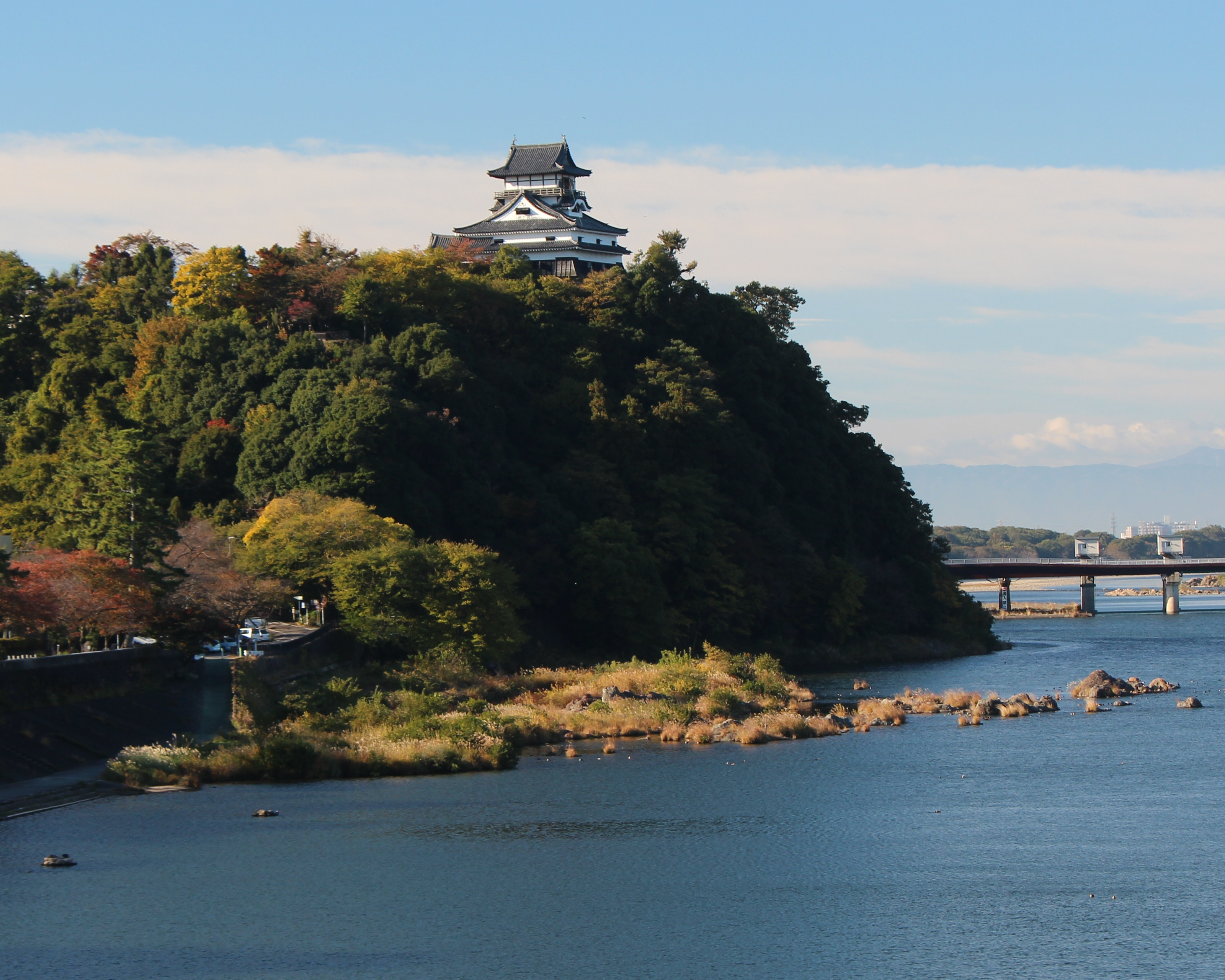
木曽川の犬山橋から望む犬山城
（2012年（平成24年）11月）

尾張国と美濃国の境にあり、木曽川沿いの高さ約88メートルほどの丘に築かれた平山城である。別名の白帝城は木曽川沿いの丘上にある城の佇まいを長江流域の丘上にある白帝城を詠った李白の詩『早発白帝城』（早に白帝城を発す）にちなんで荻生徂徠が命名したと伝えられる。
前身となる岩倉織田氏の砦を織田信長の叔父・織田信康が改修して築いた城であり、その後、池田恒興や織田勝長が入城、豊臣政権の時に石川貞清（光吉）が改修し現在のような形となった。また、小牧・長久手の戦いや関ヶ原の戦いにおける西軍の重要拠点となった。
江戸時代には尾張藩の付家老の平岩親吉が入城し、成瀬正成以来、成瀬氏9代が明治まで城主として居城とした。現存する天守が建てられた年代については天文期説、慶長期説などがあるが、現在のような姿となったのは成瀬正成が改修した1617年（元和3年）ごろである。2004年（平成16年）3月末日までは日本で唯一の個人所有の城であったが、同年4月1日付けで設立された財団法人犬山城白帝文庫（現在は公益財団法人）に移管されている。2006年（平成18年）4月6日には、日本100名城（43番）に選定された。犬山市は又、失われた建造物の木造復元や石垣、堀、土塁を調査して復元する計画もある。

## 歴史・年表

### 室町時代
- 文明元年（1469年） - 築城。応仁の乱の最中に 岩倉織田氏当主の織田敏広の弟・織田広近がこの地に砦を築いたのが始まりといわれる。
- 文明7年11月（1475年12月[* 1]） - 織田敏広は京都から西軍の斯波義廉と共に尾張に帰還し、東軍の斯波義敏、織田敏定（清洲織田氏）との戦いを優勢に進めたが、1497年（明応5年）に同盟関係にあった美濃守護代の斎藤妙純が近江で戦死したため岩倉織田氏の勢力は衰退した。
- 天文6年（1537年） - 清洲三奉行の織田信秀の弟・織田信康は居城の木ノ下城を廃し、現在の位置に城郭（乾山の砦）を造営して移った。現存する天守の2階まではこのころ造られたと考えられている。
- 天文13年（1544年） - 織田信康が斎藤道三との戦い（加納口の戦い）で戦死し、子の織田信清が城主となった。
- 永禄7年（1564年） - 織田信清は織田信長と対立して敗れ、甲斐に逃れた。
- 以後、池田恒興や織田勝長などが城主を務めた。

### 安土桃山時代
- 天正10年（1582年） - 本能寺の変後、尾張国を領有した織田信雄配下の中川定成が城主となった。
- 天正12年（1584年） - 小牧・長久手の戦いでは、信雄方と見られていた大垣城主・池田恒興が突如奇襲をかけ、信雄方から奪取する。これにより、犬山城は尾張国における西軍の橋頭堡となり、さらに羽柴秀吉は本陣を敷いて小牧山城の徳川家康と対峙した。
- 天正15年（1587年） - 織田信雄に返還された。
- 天正18年（1590年） - 織田信雄が改易されると豊臣秀次の領地となり、その実父の三好吉房が城代を務めた。
- 文禄4年（1596年） - 豊臣秀次が切腹すると、石川貞清が城主となった。貞清は城の改築を行ない、この際の建築用材は美濃金山城の建物の一切を解体移築したという「金山越」の伝承があったが、1961年（昭和36年）の解体修理の際の調査の結果、移築の痕跡がまったく発見されなかったため、移築説は現在は否定された。
- 慶長5年（1600年） - 関ヶ原の戦いでは岐阜城、竹鼻城などと共に西軍の拠点となり、稲葉貞通、稲葉方通、加藤貞泰、関一政、竹中重門らが附属されたが、岐阜城が落城すると石川貞清を残して東軍に移った。一方の石川貞清は犬山城を放棄し関ヶ原に参陣し敗北したが、東軍についた木曽衆の山村良候らを犬山城で解放したことが評価され助命された。
- 慶長6年（1601年） - 小笠原吉次が城主となる。

### 江戸時代

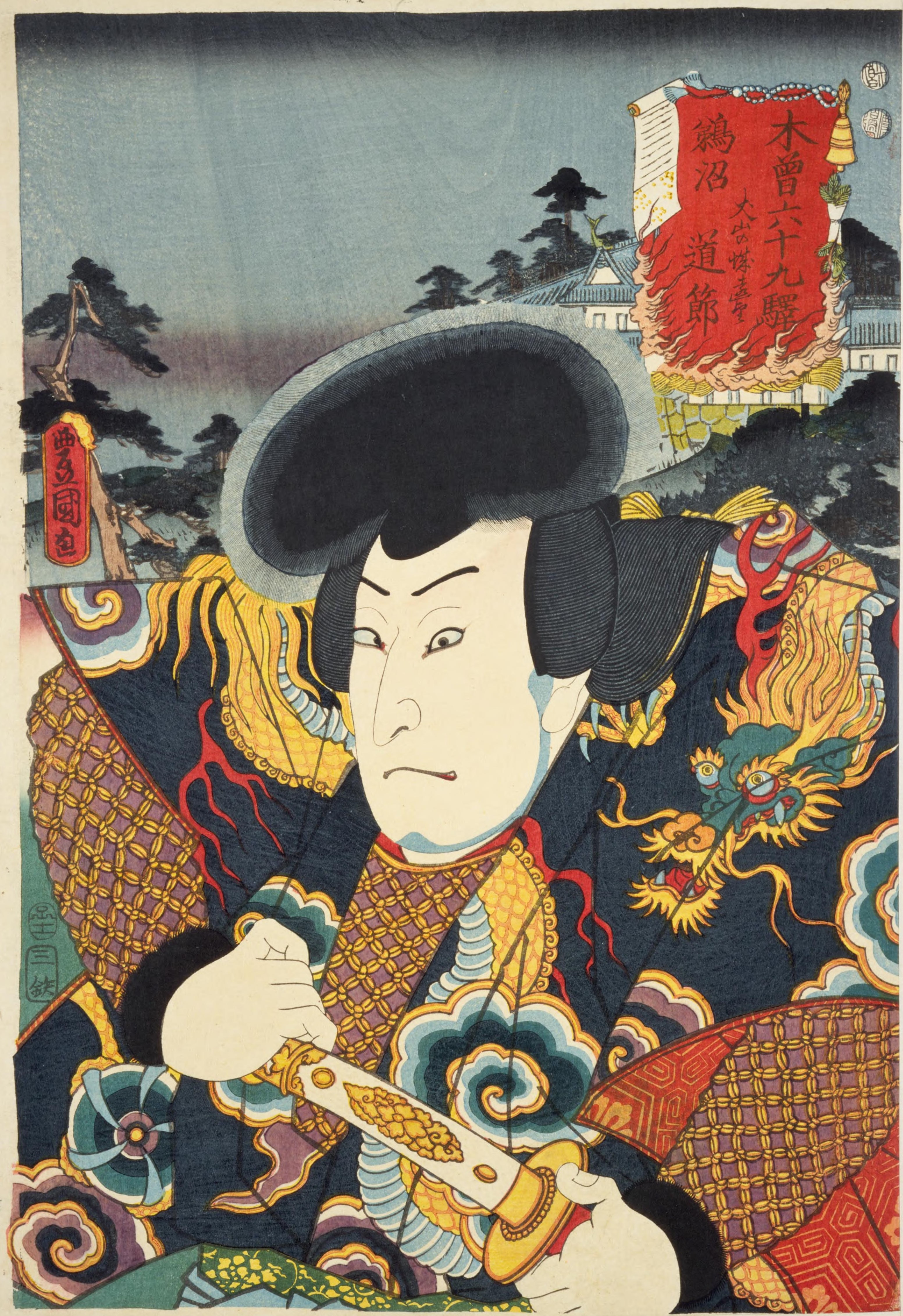
歌川国貞木曽六十九驛『鵜沼 犬山の城遠望・道節』（1852年・嘉永5年）

- 慶長12年（1607年） - 平岩親吉が城主となり、甥の平岩吉範を城代に置く。
- 慶長17年（1612年） - 平岩親吉が死去して城主不在となり、平岩吉範が引き続き城代を務める。
- 元和3年（1617年） - 尾張藩付家老の成瀬正成が城主になり、天守に唐破風出窓が増築される。以後江戸時代を通じて成瀬家9代の居城となった。
- 元和6年（1620年） - 天守の大改修。

### 明治時代
- 明治元年（新暦換算：1868年/1869年） - 犬山城の松ノ丸本丸門が、浄蓮寺（一宮市千秋町穂積塚本郷内に所在）に払い下げられ、移築されて山門として再利用される。「天守以外の遺構」節を参照。
- 明治4年7月14日（新暦換算：1871年8月29日） - 廃城。この日、全国で廃藩置県が断行される。これに前後して全国各地の城郭の多くは廃城・破却処分となっていったが、犬山城も例外とはならず、天守を除いて櫓・城門などほとんどが取り壊された。
- 1876年（明治9年） - 犬山城から払い下げられた各所の城門が、複数箇所の寺院に移築され、山門などとして再利用される。
- 1891年（明治24年）10月28日 - 濃尾地方で濃尾地震が発生し、犬山城では天守の東南角の付櫓が壊れる。
- 1895年（明治28年） - 愛知県から旧犬山藩主・成瀬正肥へ条件付き無償譲渡される。条件は修復等であった。修復の際、現存天守及び石垣に紋が入れられたが、別の家紋が誤って入れられた可能性が高い[4]。

### 昭和時代

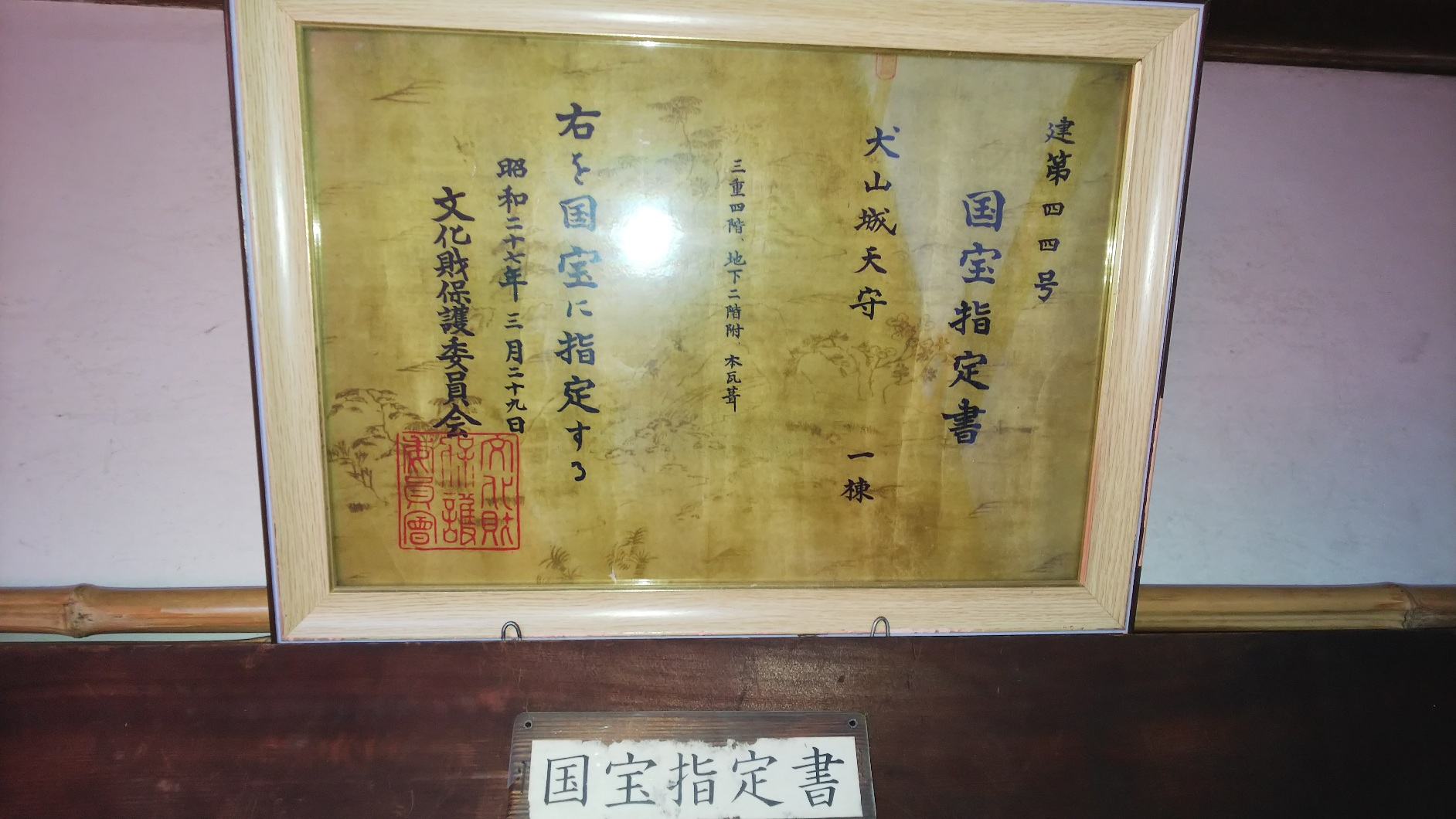
国宝指定書　昭和27年

- 1935年（昭和10年） - 犬山城天守が、当時の国宝保存法に基づき、当時の国宝（旧国宝。現法制下では重要文化財に相当）に指定される。
- 1940年（昭和15年）5月3日 - 「短刀 銘左安吉作 正平十二年二月日」が、国の重要文化財に指定。「犬山城白帝文庫歴史文化館の文化財」節を参照。
- 1952年（昭和27年）3月29日 - 犬山城天守が、文化財保護法に基づき、改めて国宝（新国宝。現法制下の国宝）に指定される。
- 1959年（昭和34年）9月27日 - 伊勢湾台風が当地を直撃し、犬山城も大きな被害を受ける。
- 1961年（昭和36年） - 犬山城の解体修理が始まる。1965年（昭和40年）に完了。

### 平成時代
- 2001年（平成13年） - 「犬山城下町地区（どんでん舘、大本町通り）」で、手づくり郷土賞（地域整備部門）受賞。
- 2004年（平成16年）4月1日 - 犬山城の所有者が個人から法人に変わる。犬山城は成瀬家（犬山成瀬家）の当主が城主として個人所有する物件（現代的価値では国宝である文化財）であったが、係る所有形態では保持に大変な困難を伴うことから、犬山成瀬家は個人所有を断念し、一族の中から城主に選ばれた成瀬淳子（犬山成瀬家第13代当主・成瀬正浩の妹）が、この日、財団法人犬山城白帝文庫を設立して理事長に就任し、この時をもって犬山城は法人所有となった[5]。
- 2006年（平成18年）4月6日 - 犬山城が、日本城郭協会主催の「日本100名城」に選定される。
- 2010年（平成22年）- 手づくり郷土賞大賞受賞。
- 2014年（平成26年） - 天守の部分修理が行われる。
- 2013年（平成25年）4月1日 - 財団法人犬山城白帝文庫が、公益財団法人犬山城白帝文庫へ移行[6]。
- 2017年（平成29年）7月12日 - 天守の鯱の損壊が判明。当日の落雷が原因と考えられる。2018年（平成30年）2月26日に修理完了。「天守」節にて詳説する。
- 2018年（平成30年）2月13日 - 犬山城跡が国の史跡に指定される[7]。

### 令和時代
- 2019年（令和元年） - 耐震工事。
- 2020年（令和2年）3月下旬 - 2017年の落雷により破損した鯱の胴体部分が天守の北東約30メートルの地点で発見される[8]。
- 2021年（令和3年）７月から犬山城南側の発掘調査を行っていて、このほど絵図に描かれていた堀などが良好な状態で地中に残っていたことが分かった。

## 歴代城主
| 累代 | 人名                       | 在位期間                                                                                           | 備考 |
| ---- | -------------------------- | -------------------------------------------------------------------------------------------------- | --- |
| 1    | 織田信康                   | 天文6年 - 天文16年（西暦換算：1537年 - 1547年）                                                    | 今に伝わる犬山城の築城主 |
| 2    | 織田信清                   | 天文16年 - 永禄7年（西暦換算：1547年 - 1564年）                                                    | |
| 3    | 池田恒興                   | 元亀元年 - 天正9年（西暦換算：1570年 - 1581年）                                                    | |
| 4    | 織田勝長                   | 天正9年 - 天正10年（西暦換算：1581年 - 1582年）                                                    | |
| 5    | 中川定成                   | 天正10年 - 天正12年（西暦換算：1582年 - 1584年）                                                   | |
| 6    | 池田恒興                   | 天正12年（西暦換算：1584年）                                                                       | |
| 7    | 加藤泰景                   | 天正12年（西暦換算：1584年）                                                                       | |
| 8    | 武田清利                   | 天正12年 - 天正15年（西暦換算：1584年 - 1587年）                                                   | |
| －   | （城代） 土方雄久          | 天正15年 - 天正18年（西暦換算：1587年 - 1590年）                                                   | ※累代に含む考えもあり｡ |
| －   | 三好吉房                   | 天正18年 - 文禄元年（西暦換算：1590年 - 1592年）                                                   | 1591年から豊臣秀勝？ |
| 9    | （城代） 三輪吉高          | 文禄元年 - 文禄4年（西暦換算：1592年 - 1595年）                                                    | |
| 10   | 石川貞清                   | 文禄4年 - 慶長5年（西暦換算：1595年 - 1600年）                                                     | |
| 11   | 小笠原吉次                 | 慶長5年 - 慶長12年（西暦換算：1600年 - 1607年）                                                    | |
| 12   | 平岩親吉                   | 慶長12年 - 慶長17年（西暦換算：1607年 - 1612年）                                                   | 末裔に大相撲元大関で7代目伊勢ヶ濱親方の清國勝雄の夫人（落語家林家希林の母）がいる。                                                               |
| －   | （城代） 平岩吉範          | 慶長17年 - 元和3年（西暦換算：1612年 - 1617年）                                                    | |
| 13   | 成瀬正成                   | 元和3年 - 寛永2年（西暦換算：1617年 - 1625年）                                                     | 犬山成瀬家 初代当主。犬山藩初代藩主。 |
| 14   | 成瀬正虎                   | 寛永2年 - 万治2年（西暦換算：1625年 - 1659年）                                                     | 犬山成瀬家 第2代当主 |
| 15   | 成瀬正親                   | 万治2年 - 元禄16年（西暦換算：1659年 - 1703年）                                                    | 犬山成瀬家 第3代当主 |
| 16   | 成瀬正幸                   | 元禄16年 - 享保17年（西暦換算：1703年 - 1732年）                                                   | 犬山成瀬家 第4代当主 |
| 17   | 成瀬正泰                   | 享保17年 - 明和5年（西暦換算：1732年 - 1768年）                                                    | 犬山成瀬家 第5代当主 |
| 18   | 成瀬正典                   | 明和5年 - 文化6年（西暦換算：1768年 - 1809年）                                                     | 犬山成瀬家 第6代当主 |
| 19   | 成瀬正寿                   | 文化6年 - 天保9年（西暦換算：1809年 - 1838年）                                                     | 犬山成瀬家 第7代当主 |
| 20   | 成瀬正住                   | 天保9年 - 安政4年（西暦換算：1838年 - 1857年）                                                     | 犬山成瀬家 第8代当主 |
| 21   | 成瀬正肥                   | 安政4年 - 明治2年（西暦換算：1857年 - 1869年/1870年） 明治28年 - 明治36年（西暦：1895年 - 1903年） | 犬山成瀬家 第9代当主。犬山藩最後の藩主。廃城処分によっていったん城主でなくなったが、廃城後の所有者であった県 から無償譲渡されて再び城主となった。 |
| 22   | 成瀬正雄                   | 明治36年 - 昭和24年（西暦：1903年 - 1949年）                                                       | 犬山成瀬家 第10代当主 |
| 23   | 成瀬正勝                   | 昭和24年 - 昭和48年（西暦：1949年 - 1973年）                                                       | 犬山成瀬家 第11代当主 |
| 24   | 成瀬正俊                   | 昭和48年 - 平成16年（西暦：1973年 - 2004年）                                                       | 犬山成瀬家 第12代当主 |
| 25   | 成瀬淳子                   | 平成16年（西暦：2004年）                                                                           | 犬山成瀬家 第13代当主・成瀬正浩の妹で、最後の個人城主となり、個人所有から法人所有への移管を行った。                                               |
| 26   | 公益財団法人犬山城白帝文庫 | 平成16年（西暦：2004年）-                                                                          | 犬山城を成瀬淳子から引き継いだ法人城主。理事長は成瀬淳子。                                                                                        |

## 天守

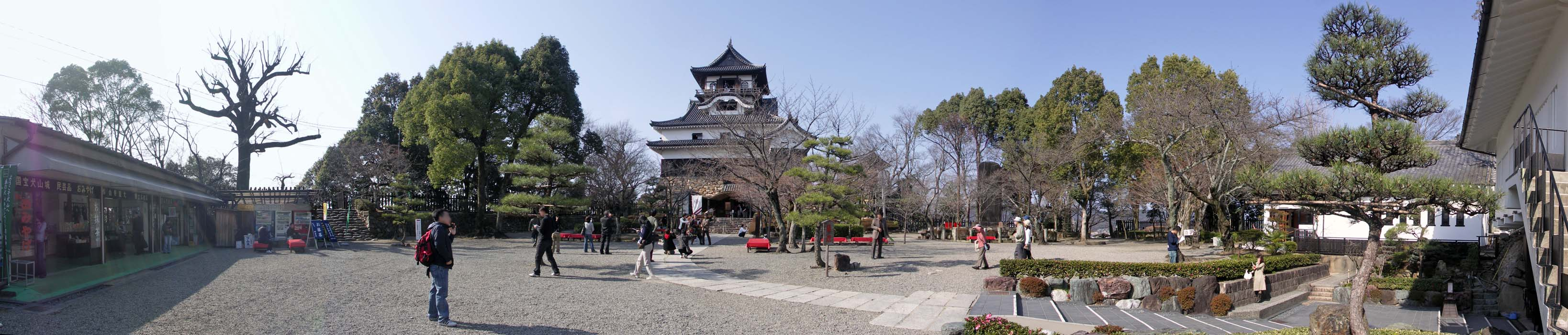
犬山城天守（正面）と周辺（パノラマ）

犬山城の天守は、外観3重、内部は4階、地下に踊場を含む2階が付く。天守南面と西面に平屋の付櫓が付属する複合式で、入母屋2重2階の建物の上に3間×4間の望楼部を載せた望楼型天守である。窓は突上窓と火灯窓、両開き窓なと、地階1・2階出入口を含めて、総延面積は698.775平方メートルに達する。
天守台石垣は野面積という積み方で、高さは5メートルある。天守の高さは19メートルある。
成瀬家7代の当主正壽がオランダ商館長と親しかったことから、天守の最上階に絨毯を敷いたと伝えられ、昭和の修理で再現された。
なお、2017年（平成29年）7月12日16時過ぎ、鯱が胴体から尾にかけて大きく破損しているのが見つかった。天守の北側にある避雷針が曲がっており、この日は午後から雷雨が降っていたため、犬山市は落雷が原因とみている。鯱は瓦製で作り直されて、2018年2月26日に天守へ設置。同年3月17日に記念式典が開かれた。

### 文化財指定
1935年（昭和10年）5月13日、当時の国宝保存法に基づき旧国宝（文化財保護法における重要文化財に相当）に指定。1952年（昭和27年）3月29日付けで文化財保護法に基づく国宝（新国宝）に指定された。指定に係る告示は1952年（昭和27年）10月16日付けの官報に掲載され、指定名称は「犬山城天守 1棟」。構造・形式は「三重四階、地下二階付、本瓦葺、南面及び西面附櫓、各一重、本瓦葺」とある。所有者は公益財団法人犬山城白帝文庫。犬山市が文化財保護法に基づく管理団体に指定されている。
- 1階：納戸の間、東西9間・南北8間。床面積は282.752平方メートル。
- 2階：武具の間、東西9間・南北8間。床面積は246.006平方メートル。
- 3階：破風の間、東西3間・南北4間。床面積は81.936平方メートル。
- 4階：高欄の間、東西3間・南北4間。床面積は49.835平方メートル。

### 創建の時期
1961年（昭和36年）から1965年（昭和40年）に行われた犬山城天守の解体修理と古文献等から、この天守は下の2重2階の主屋が1537年（天文6年） または、1601年（慶長6年）に建てられ、1620年（元和6年）頃に3、4階を増築。その後唐破風の付加などが行われて現在の姿になったと考えられた。
2019年から犬山市の依頼で名古屋工業大学大学院などが行った建築材の年輪年代法による調査では、柱やはり、床板など、天守の主な建築材は1585年からの3年間に伐採されたものと判明し、当初から1階から4階まで現在のような姿で建築されたものとみられると報告された。

## ギャラリー

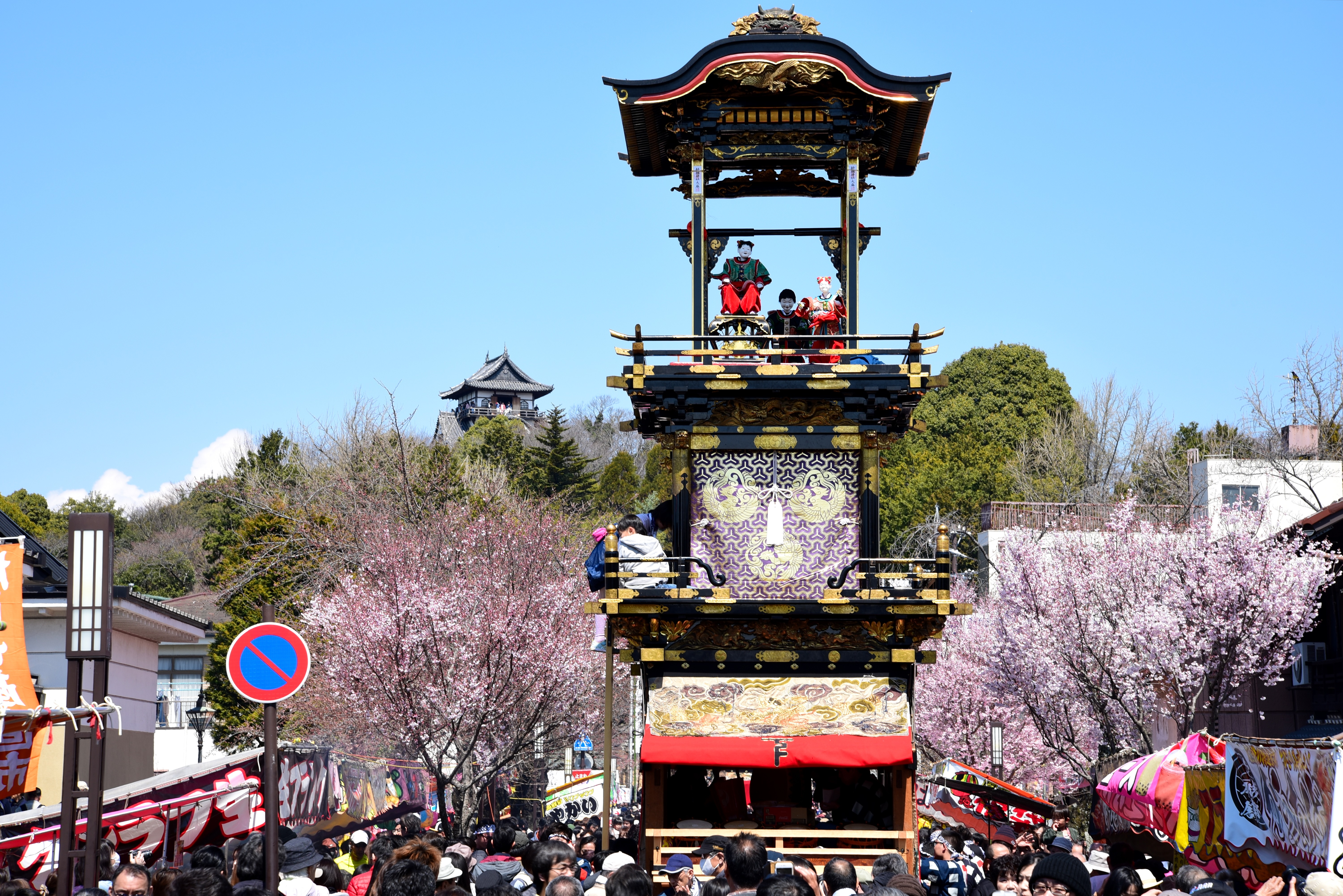
犬山城と車山（犬山祭） （2017年（平成29年）4月）
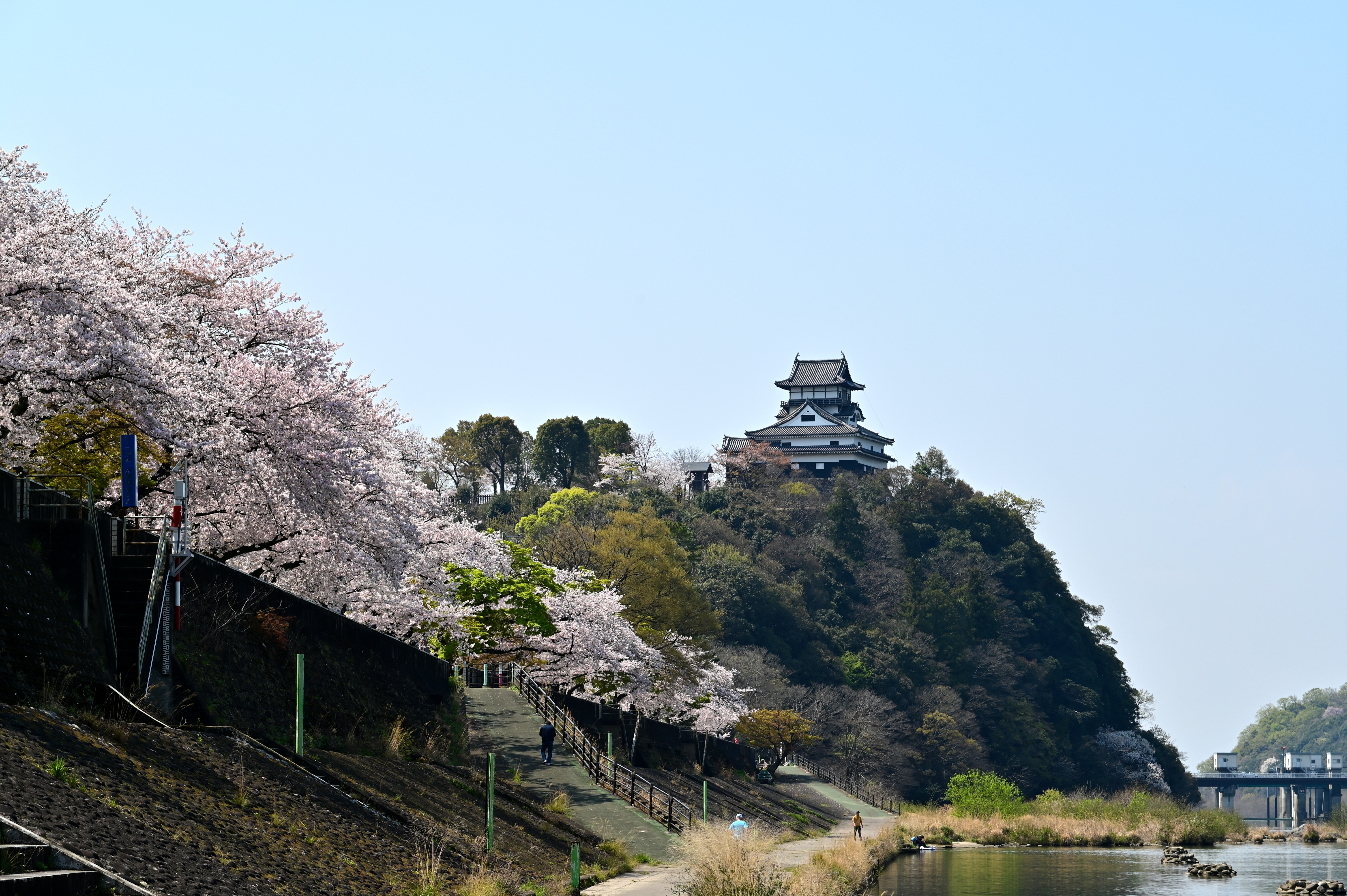
木曽川沿いの犬山城と桜並木
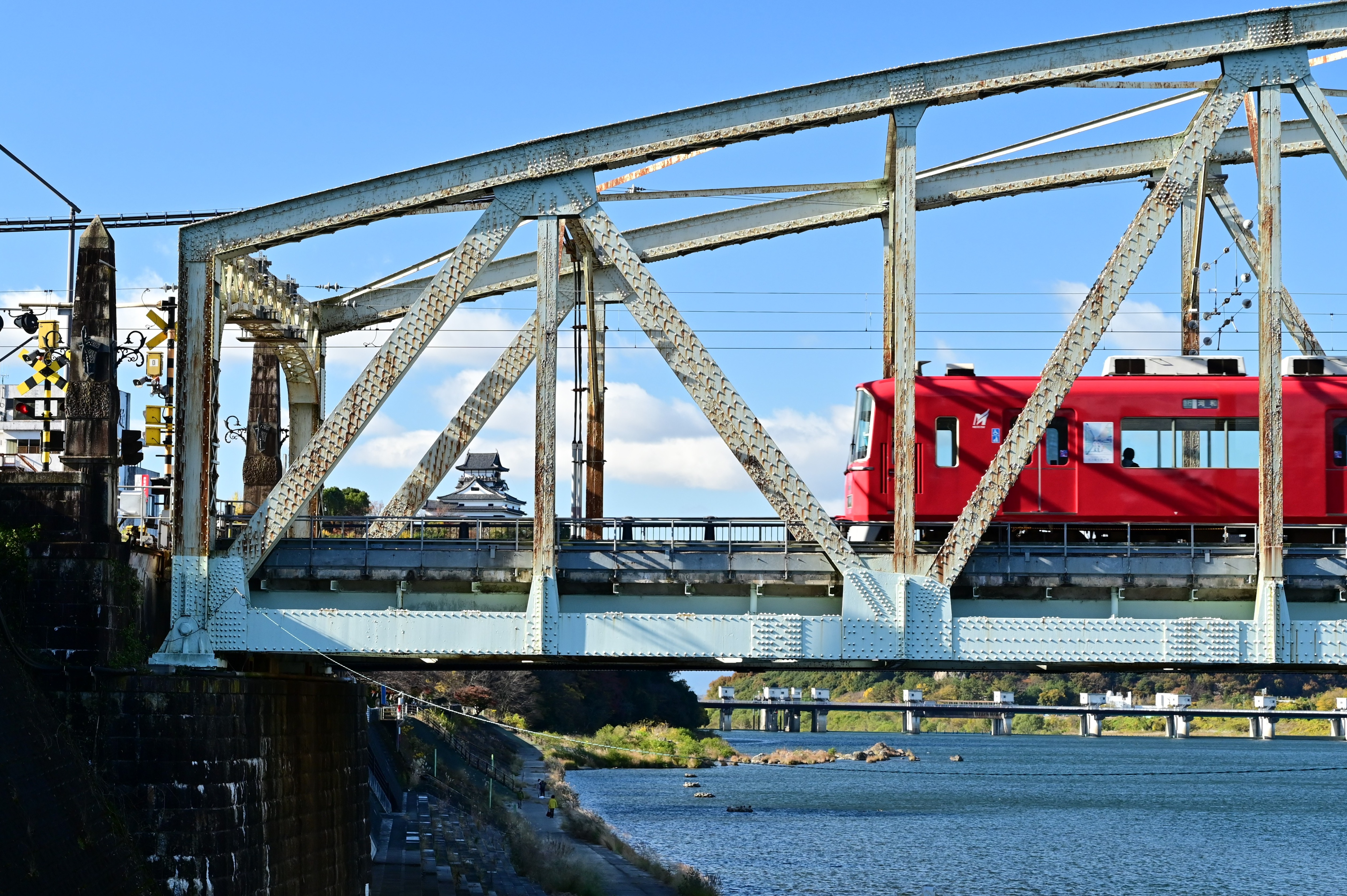
犬山城と名鉄電車
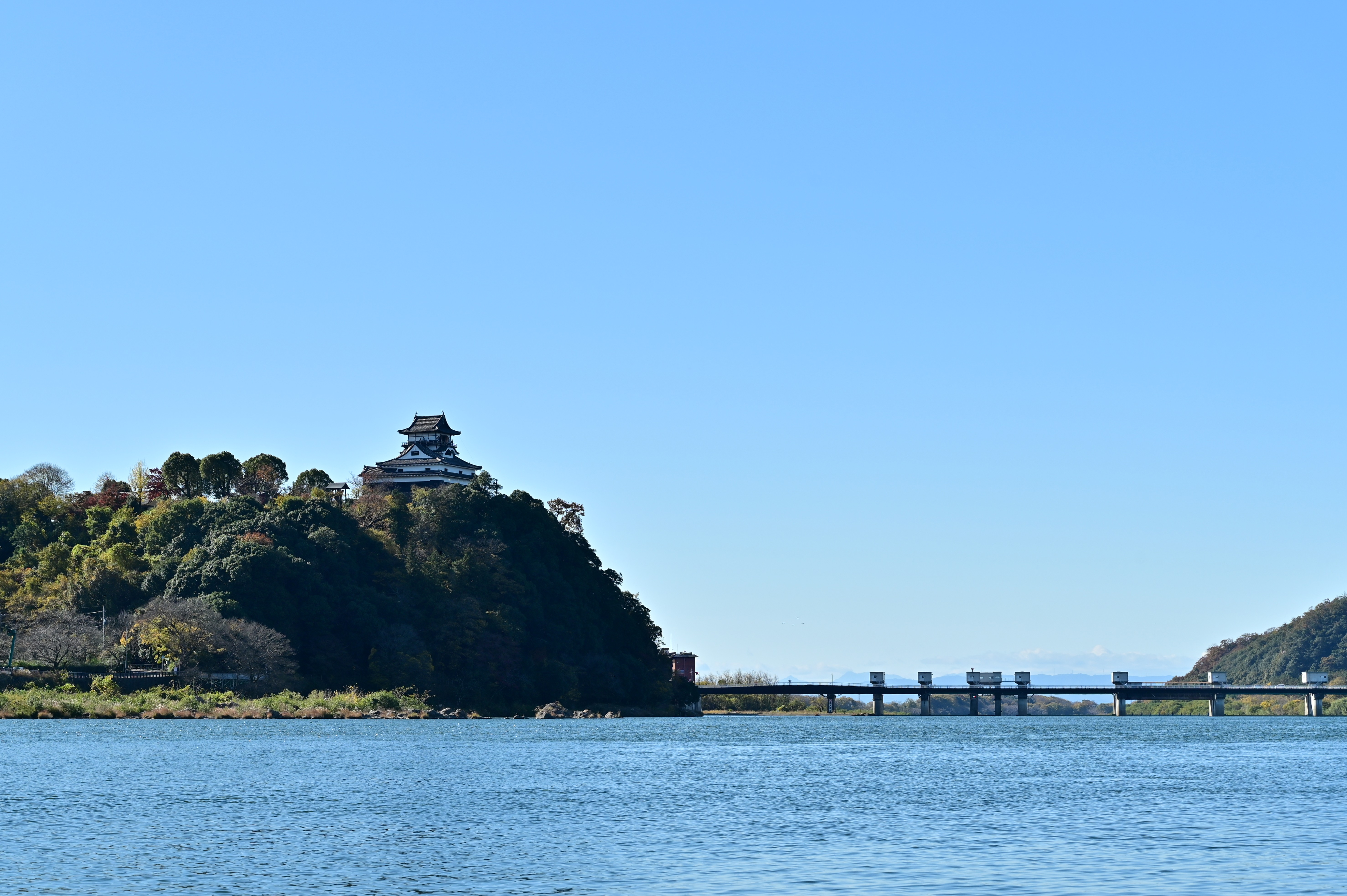
遊覧船から犬山城を望む
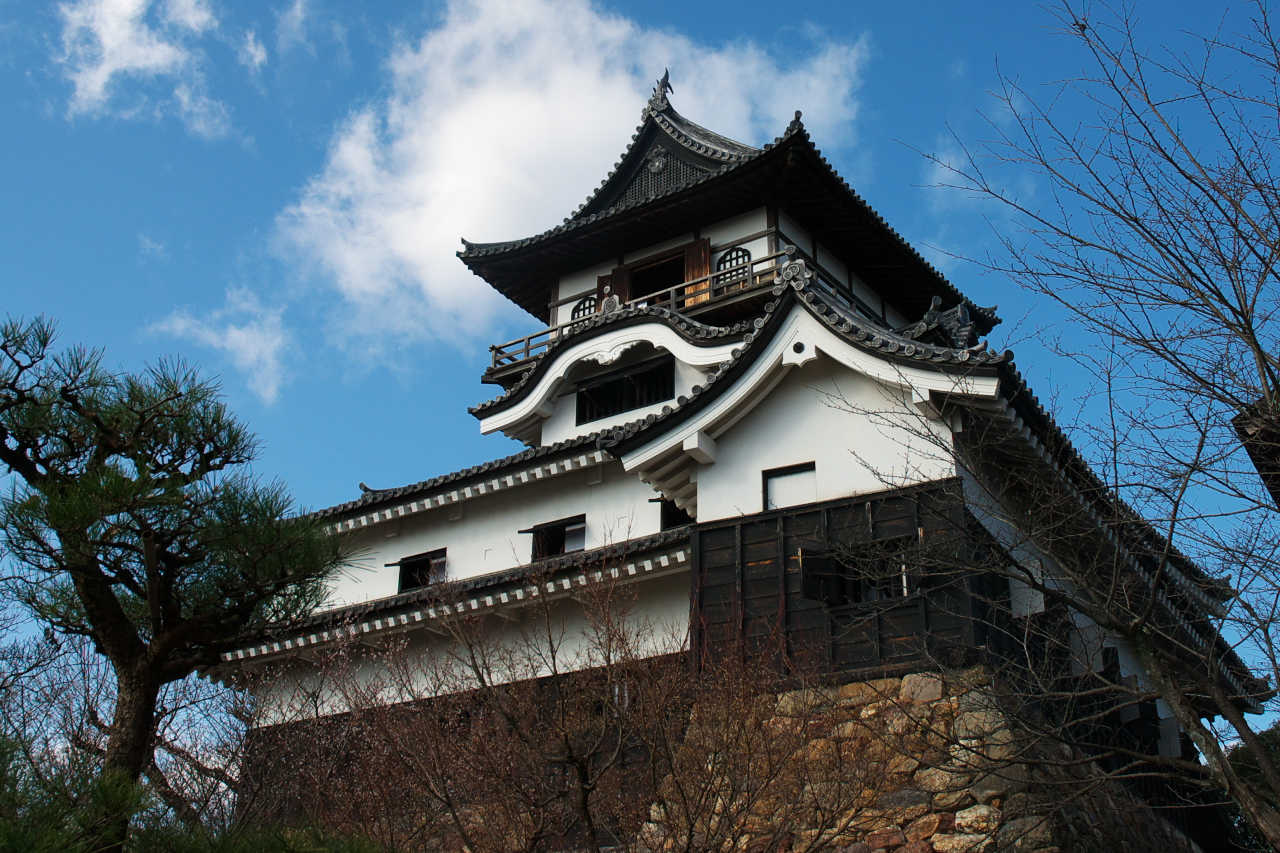
犬山城天守 （2008年（平成20年）1月）
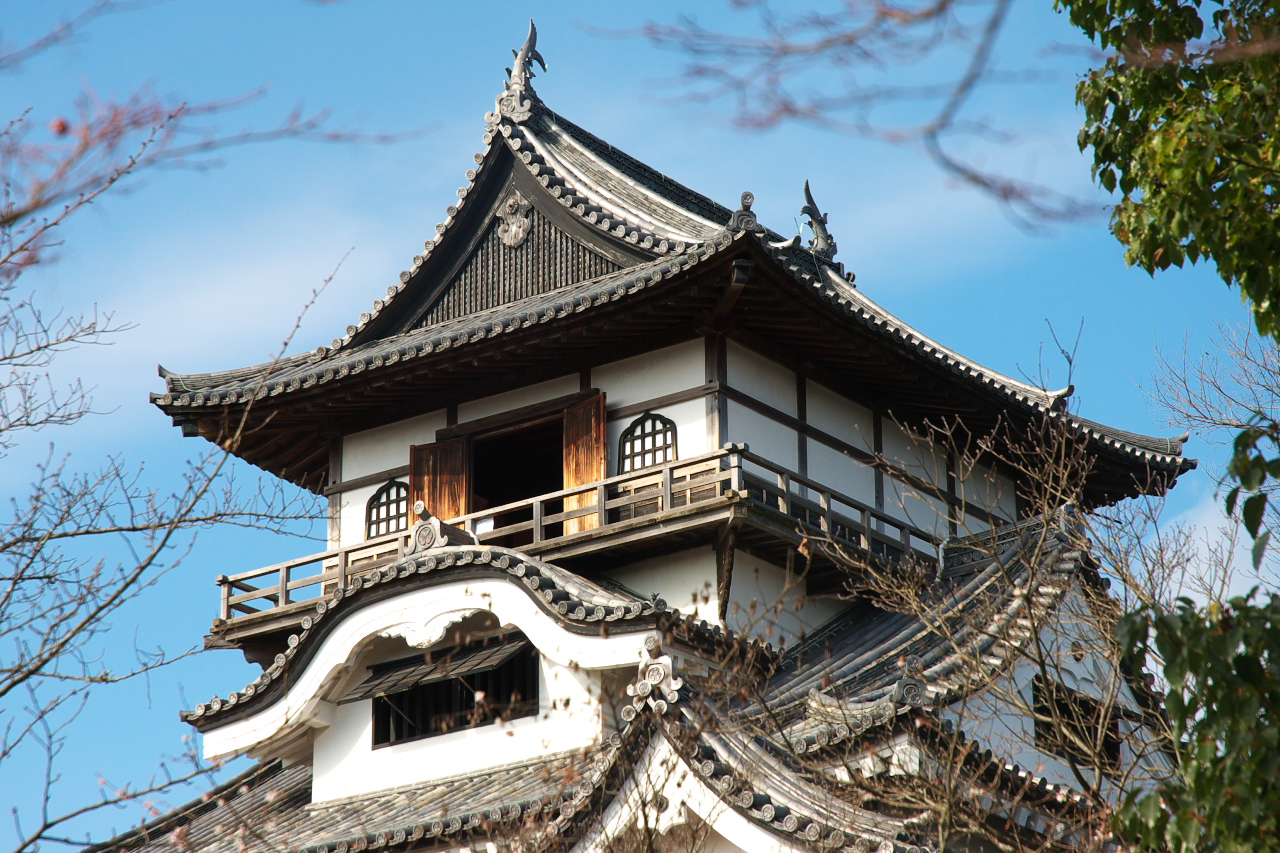
犬山城天守 （2008年（平成20年）1月）
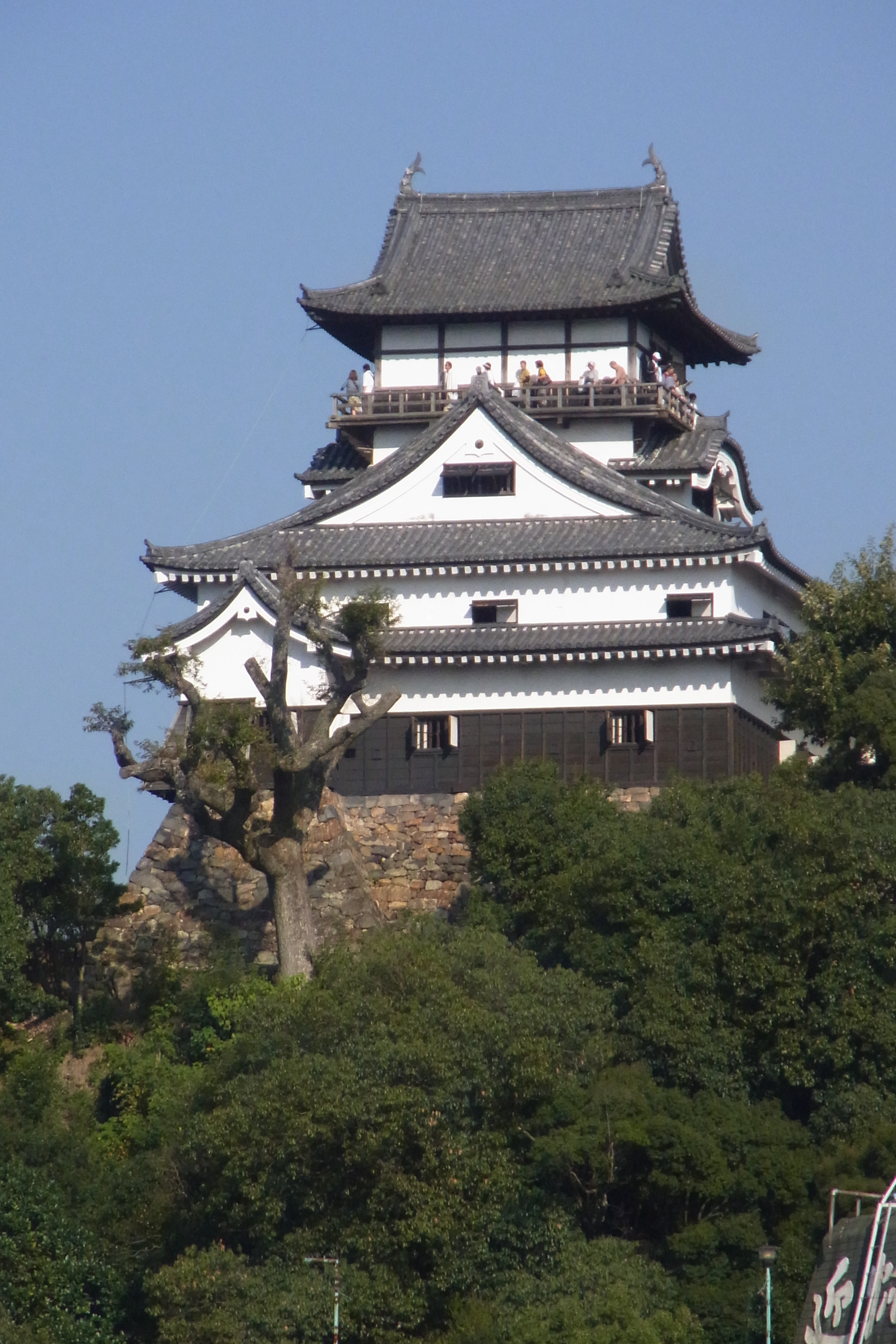
犬山城天守（東面） （2011年（平成23年）11月）
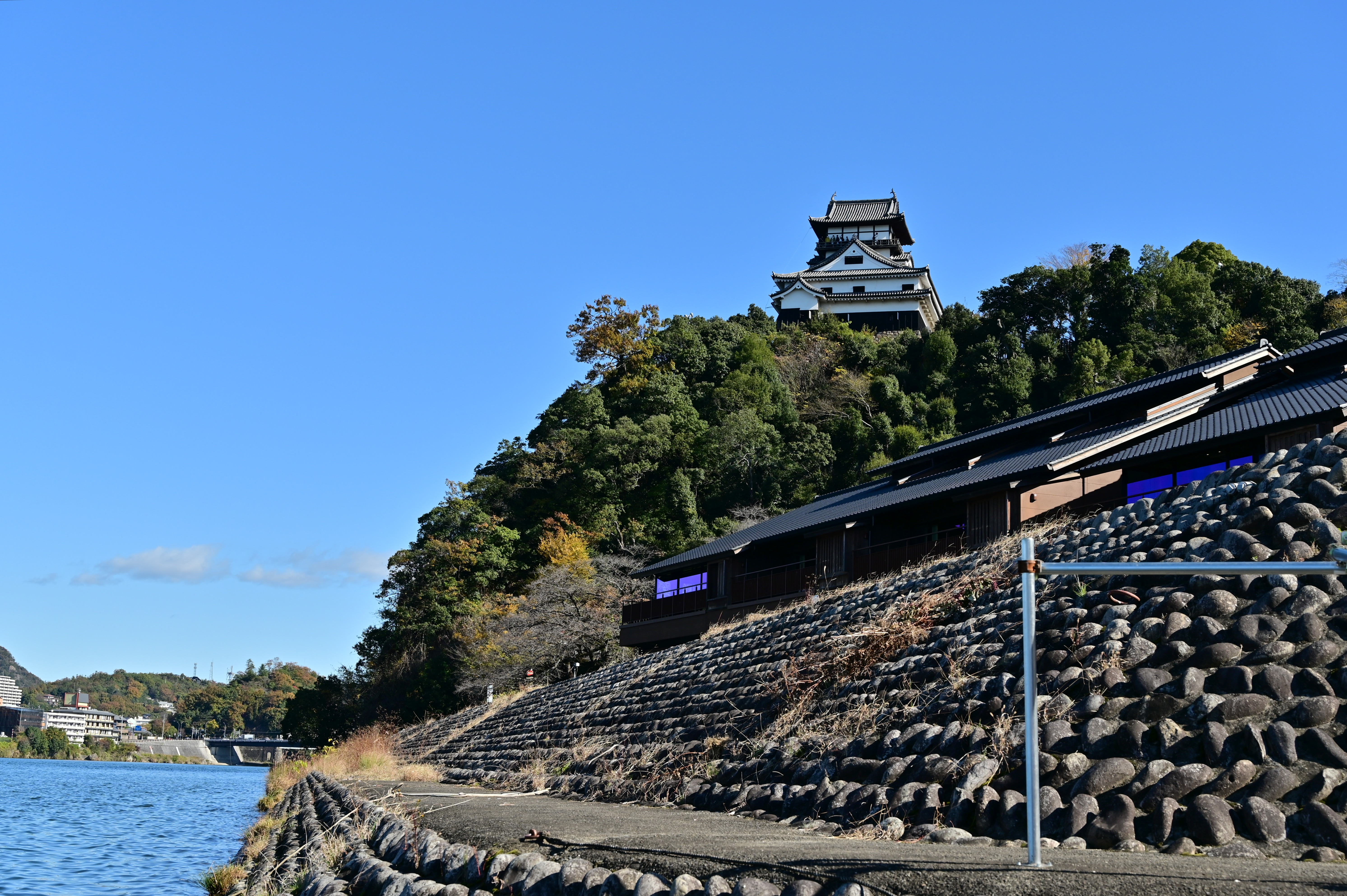
犬山城天守（西面）
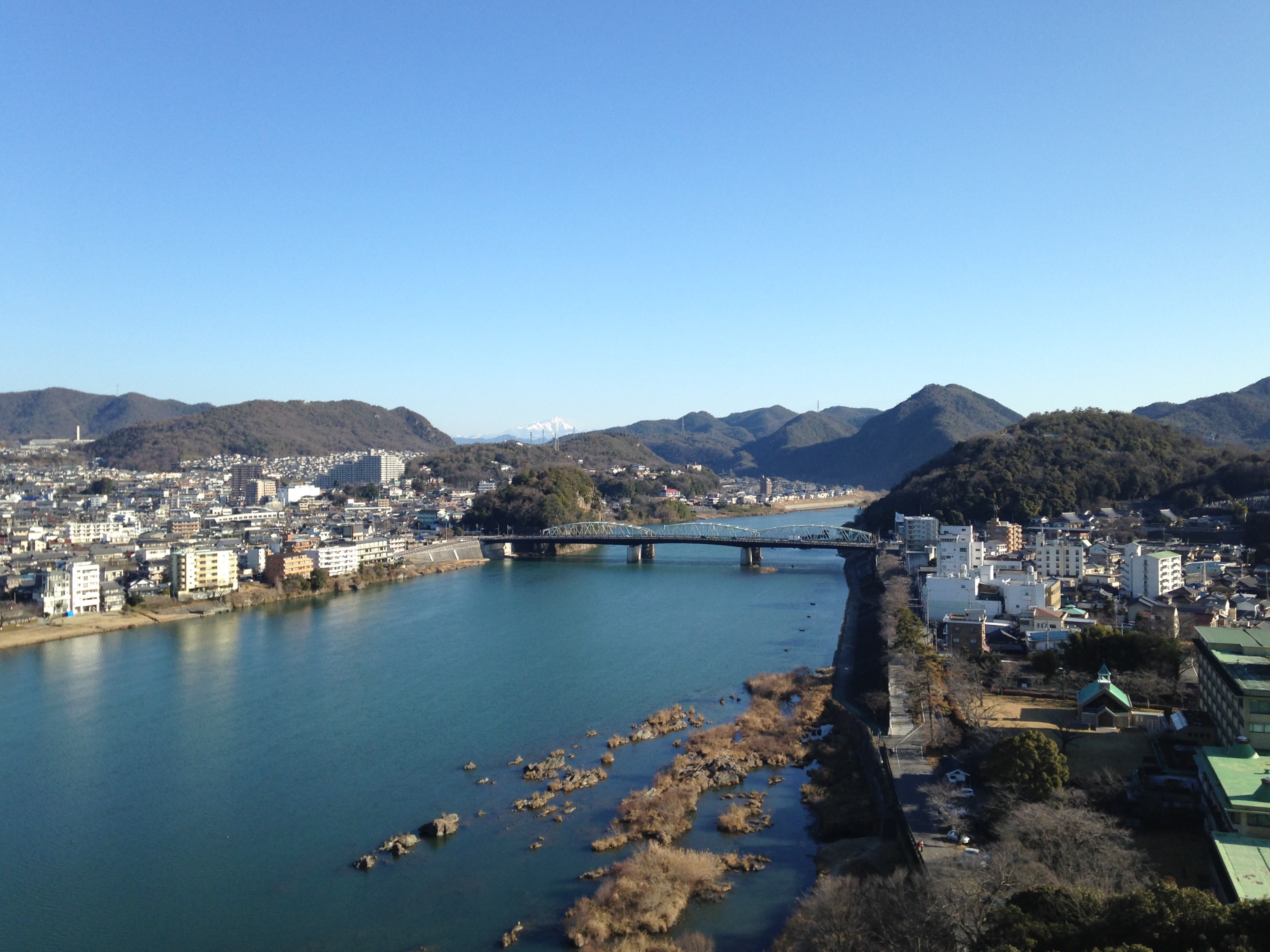
最上階からの眺め（北東方向） （2015年（平成27年）1月）
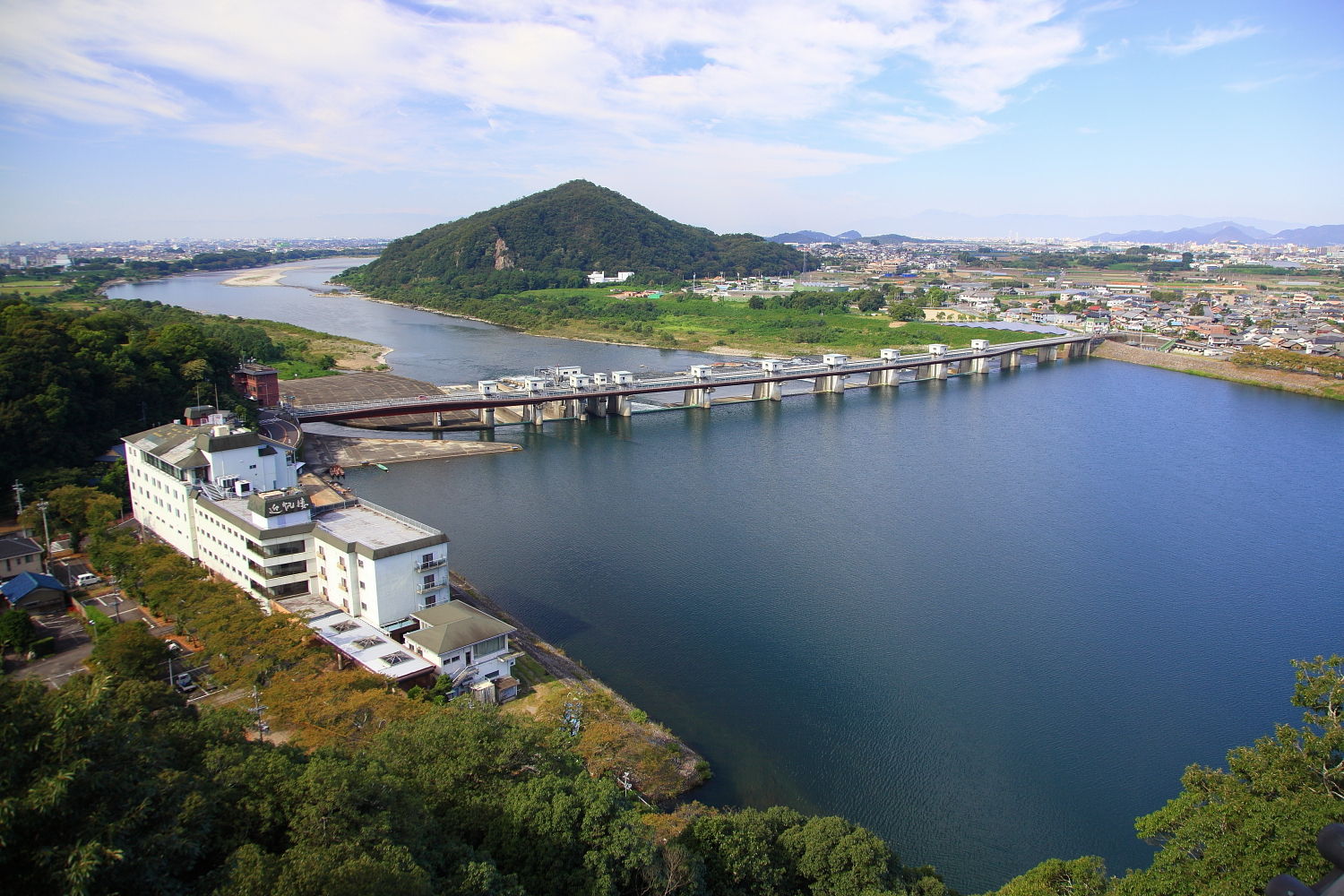
最上階からの眺め（西南西方向） （2014年（平成26年）9月）

## 遺構・文化財

### 天守以外の遺構

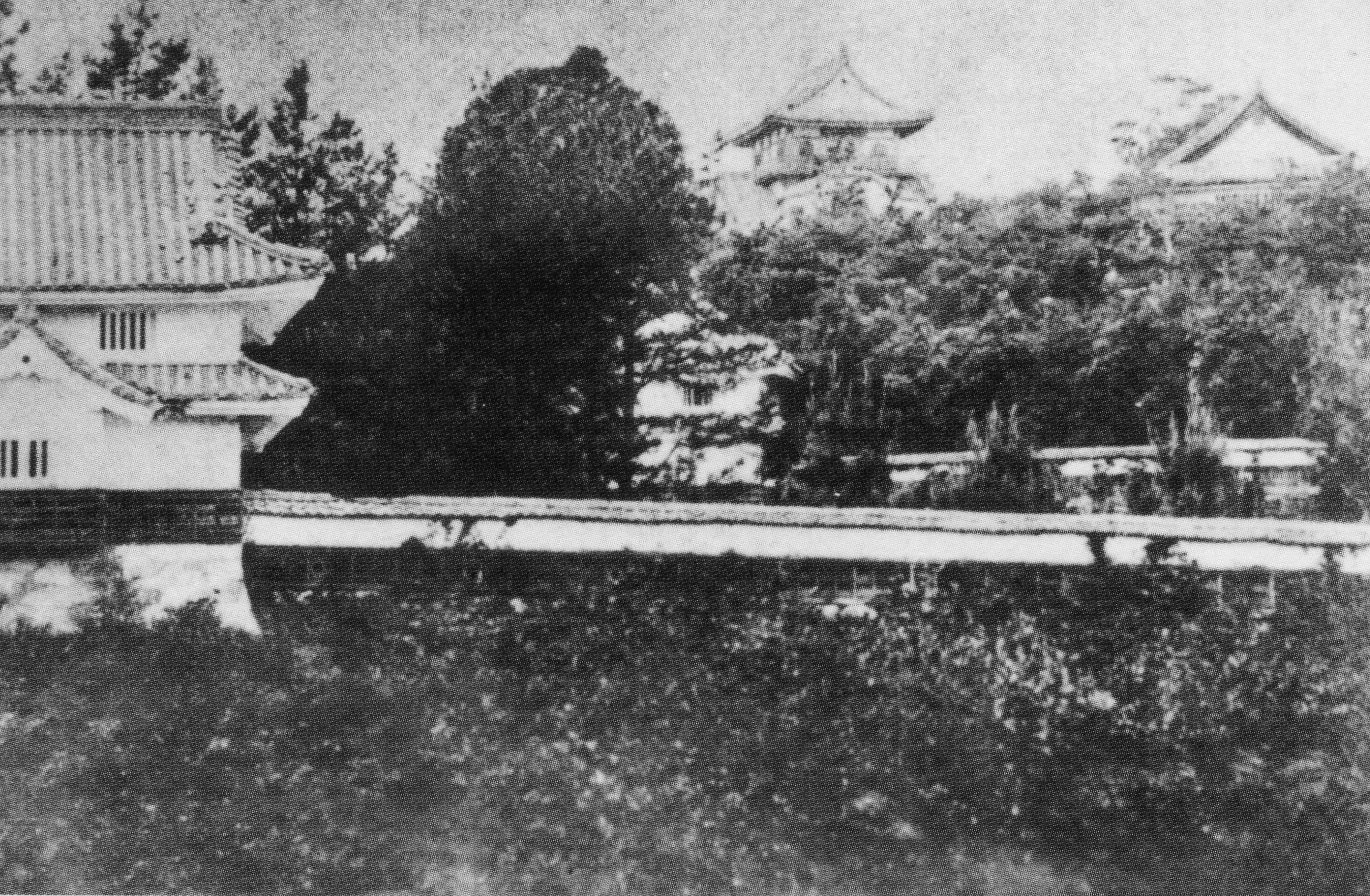
犬山城の古写真。松の丸坤櫓（左手前）、その奥に桐の丸道具櫓、さらに奥に杉の丸御成櫓、また遠く天守が見える。

1873年（明治6年）の廃城後、犬山城の門は撤去され堀は埋められた。

犬山城を構成していた建造物の多くは、廃藩置県に伴う廃城処分が下る前後の時期に払い下げられて破却されたり移築されたりしたが、それらのいくつかは現存している。松ノ丸本丸門は、明治元年（1868年/1869年）、浄蓮寺（一宮市千秋町穂積塚本郷内に所在）に移築され、山門として再利用された。同年、どこの門であったかは不明ながら旧城門と伝わる門が運善寺（一宮市浅井町大日比野に所在）に移築され、山門として再利用された。この門は1891年（明治24年）に発生した濃尾地震で倒壊した後、違った形に改修されてしまっていたが、1993年（平成5年）に行われた修理で当初に近い姿で再改修されている。1876年（明治9年）には、二の丸の矢来門が専修院（丹羽郡扶桑町柏森字乙西屋敷に所在）へ移築されて東門として再利用された。同年、大手道黒門が徳林寺（丹羽郡大口町余野に所在）へ移築され、山門として再利用されたが、移築時に袖塀が併設されている。同年、内田御門（犬山城の搦手門）と伝わる城門は瑞泉寺（犬山市犬山瑞泉寺に所在）に移築され、山門として再利用された。元々この門は美濃金山城の大手門であったのを犬山城に移築したものであったとの伝承がある。また、どこの門であったかは不明ながら旧城門と伝わる門が個人宅に移築されている。なお、運善寺山門は一宮市の、専修院東門は扶桑町の、徳林寺山門は大口町の、指定文化財となっている。

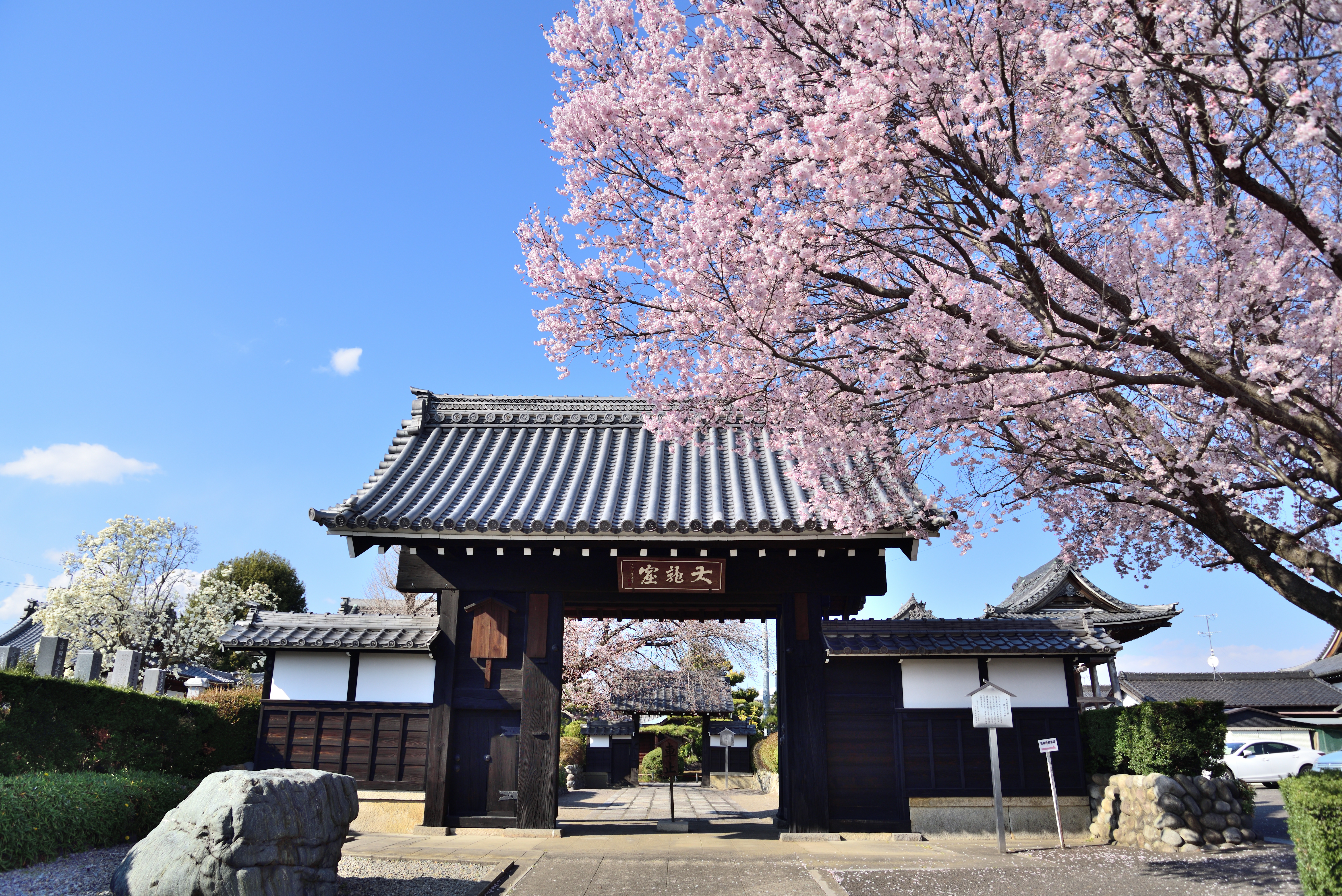
大手道黒門が移築された徳林寺山門
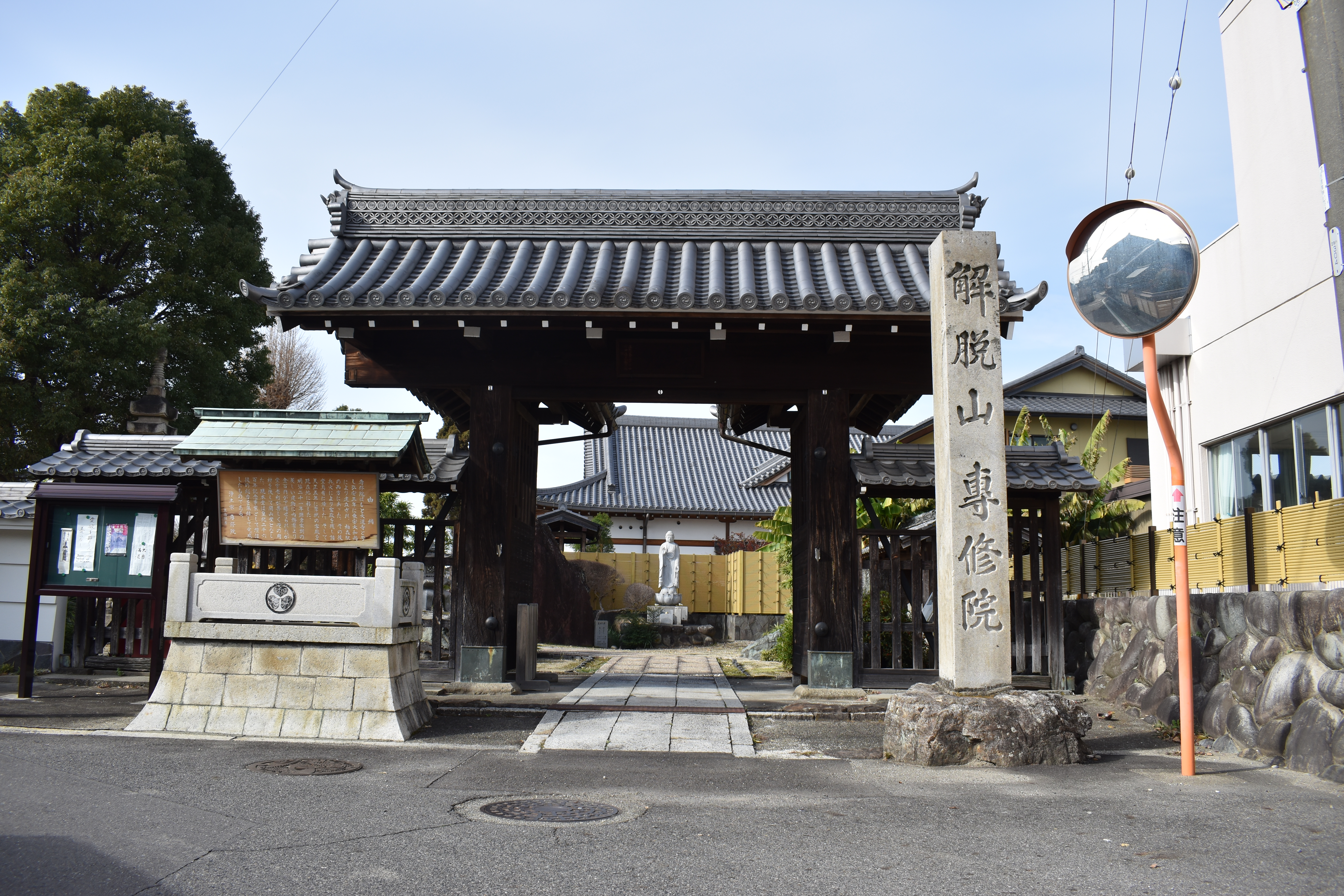
大手道矢来門が移築された専修院東門
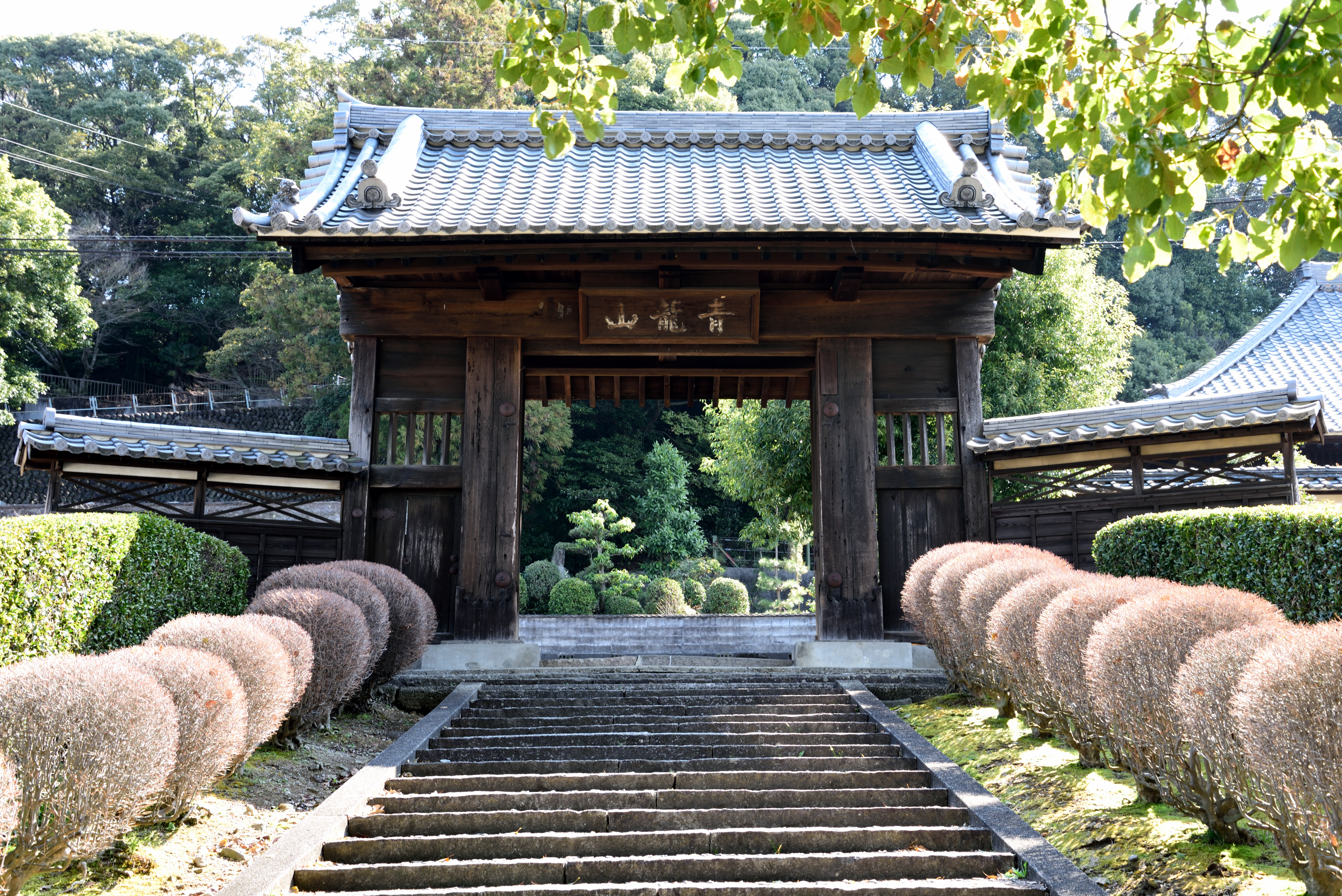
内田御門が移築された瑞泉寺山門
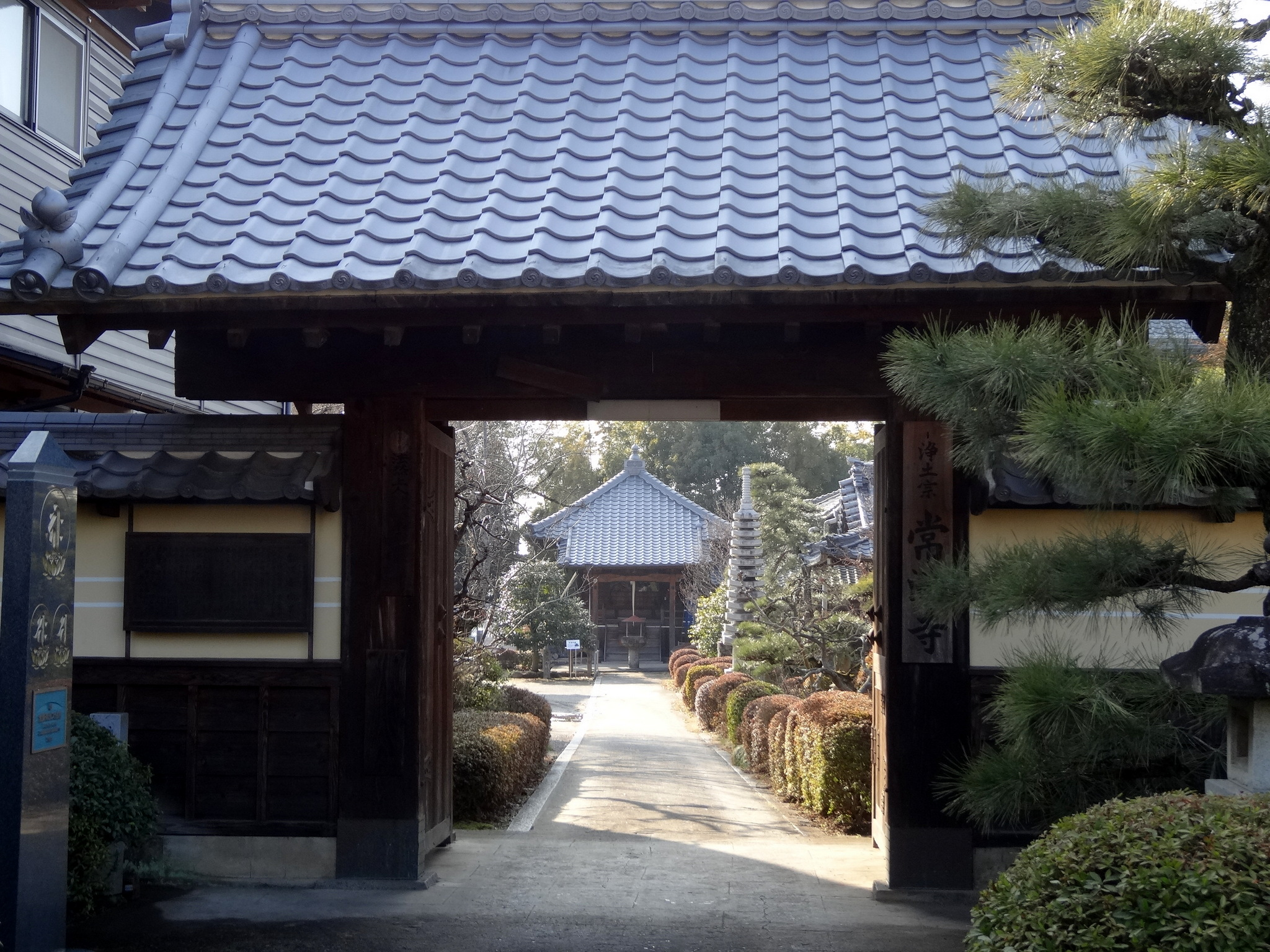
松の丸裏門が移築された常満寺山門。
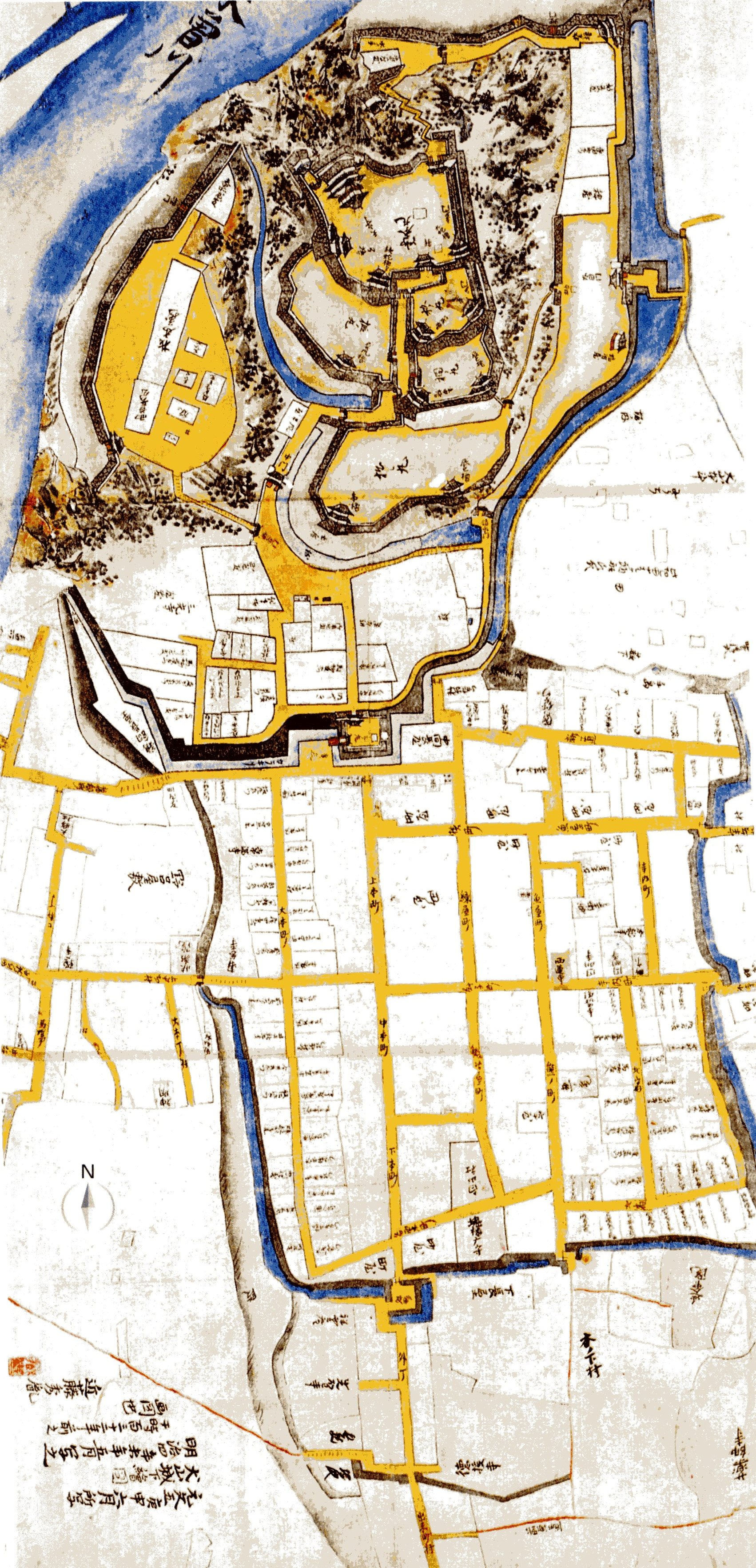
犬山城古図

外堀があった場所には犬山市福祉会館が建てられたが、2021年3月までに解体され、7月から外堀の発掘調査が行われた。その結果、犬山城の外堀の幅は17.5m、深さ6.5m以上で17世紀の絵図の記載とほぼ一致した。また、2021年の調査で外堀には水を溜めた痕跡がなく空堀で石垣を造らない素掘りだったことも判明した。このほか外堀の埋め立ての土の検証から、埋め立ては廃城時、明治時代後半、大正〜昭和初期、戦後の4回行われていたことが判明した。

### 犬山城白帝文庫の文化財
公益財団法人犬山城白帝文庫が所有・管理する文化財は、犬山市文化史料館（所在地：大字犬山字北古券8）本館の主要施設である犬山城白帝文庫歴史文化館に収蔵されている。当施設は、美術工芸品、刀剣類、古文書、絵地図などを収蔵している。
重要文化財（国指定）
短刀 銘左安吉作／正平十二年二月日（たんとう　めいさやすよし さく　しょうへいじゅうにねんにがつひ）
- 1940年（昭和15年）5月3日付けで重要文化財に指定[20]。正平12年（1357年）の作。差表に「左安吉作」、差裏に「正平十二年二月 日」の銘がある。作者の左安吉は筑前の刀工左文字の子とされる。刃長29.4 cm、元幅2.7 cm。
- 犬山城白帝文庫の公式サイトには本作を「脇差」としているが、本項では、重要文化財指定名称に準じて「短刀」とする。「短刀」と「脇差」の違いについては諸説あるが、一般的には刃長一尺以下のものを短刀、一尺以上のものを脇差と称する。

その他
長篠小牧長久手合戦図屏風
- 六曲一双。長篠合戦図（左隻）と小牧長久手合戦図（右隻）の一双で構成される合戦屏風であり、左隻には、犬山藩初代藩主・成瀬正成の父である戦国武将・成瀬正一が、右隻には、初陣を飾る正成の勇姿が2箇所にわたって描き込まれている。

### 大手門桝形跡
江戸時代、犬山城南側には城の内外を隔てる外堀や大手門があったが、史料から1876年（明治9年）までに取り壊されたことが分かっている。跡地には犬山町時代、町役場が置かれ、さらにその後の1970年（昭和45年）10月には総合福祉センター（のち福祉会館）が開館した。開館から約50年が経過した2017年（平成29年）、老朽化を理由に福祉会館を2020年度に解体撤去する方針が示された。
2021年（令和3年）3月、福祉会館の解体が終了。7月から跡地の発掘調査を実施したところ、江戸時代の絵図と一致する外堀が良好な状態で残っていることが確認された。水のない空堀で石垣を造らない素掘りだったことも判明した。見つかった外堀の幅は17.5メートル、深さ6.5メートル以上で、17世紀の絵図に記載された幅十間（約18メートル）、深さ四間（約7.2メートル）とほぼ一致した。堀の埋め立てに使われた土の検証から、廃城時と明治後半、大正～昭和初期、戦後の四回にわたって埋められたことも分かった。
2025年（令和7年）2月8日、犬山市は大手門桝形跡を「城見学の起点となる場所」などとして整備する方針を示した。具体的には、休憩所やトイレのある建物を造り、外堀や土塁があった場所が分かるようにするという。同年6月20日、文化審議会は大手門桝形跡が確認されている犬山市福祉会館跡地全体を国史跡に追加指定するよう文部科学大臣に求めた。当該の跡地は天守から400メートルほど南に位置しており、飛び地のような形になる。この追加指定によって、指定面積は4万9273平方メートルになる。

## 現地情報
- 所在地 - 〒484-0082 愛知県犬山市大字犬山字北古券65-2
- 交通アクセス - IY 名鉄犬山線 KM 名鉄小牧線犬山駅または IY 名鉄犬山線犬山遊園駅より徒歩15分

## 料金
- 大人：550円
- 小人：110円

犬山城と犬山市内5地域にある各有料施設（城とまちミュージアム＋からくり展示館＋どんでん館・庭園有楽苑・明治村・リトルワールド・日本モンキーパーク）とセットになった割引入場券も販売している。

## 入場者数
犬山市観光協会のまとめによると、ピークだったのは2018年の62万人。コロナ禍で2020年には26万人まで落ち込んだが、2023年には前年から約14万人増の58万2447人となり、過去3番目に多い数字まで回復した。特に10月12月にかけて、各月の最高記録を更新。暖かく天候に恵まれた日が続き、外出が増えたことが要因と見られている。また年間を通じてインバウンド消費が好調で、約1割が外国人観光客だった。NHK大河ドラマ『どうする家康』で犬山市も舞台になるなど、話題が多かったことも寄与したという。

## その他
高知県の中村城跡に建設された四万十市立郷土資料館の建物は、犬山城をモデルにして建設された。